# Торішня кадриль
«Торішня кадриль» (рос. «Прошлогодняя кадриль») — білоруський радянський художній фільм 1978 року режисера Юрія Цвєткова за мотивами повісті Наталії Суханової «Кадриль».

## Сюжет
Студенти-енергетики Юра, Льоня і Жанна проходять практику в селі. На танцях у будинку культури хлопці примітили симпатичну дівчину Тоню, яка прекрасно танцює кадриль, і починають залицятися за нею на спір — чия візьме...

## У ролях
- Ольга Жуліна
- Елена Морозова
- Олександр Костильов
- Олександр Овчинников
- Валентина Ананьїна
- Федір Шмаков — Трошенька
- Олександр Жданов
- Галина Макарова
- Володимир Ушаков

## Творча група
- Сценарій: Анатолій Проценко
- Режисер: Юрій Цвєтков
- Оператор: Анатолій Клейменов
- Композитор: Євген Глібов